# Vlčany
Vlčany (maďarsky Vágfarkasd) jsou obec na Slovensku v okrese Šaľa. Žije v nich přibližně 3 100 obyvatel. Obec bezprostředně sousedí s obcí Neded. Přes Vlčany protéká řeka Váh.

## Pamětihodnosti
- Ve vsi stojí římskokatolický kostel svatého Josefa z roku 1803.
- V katastrálním území obce leží přírodní památka Vlčianske mŕtve rameno a zasahuje do něj část přírodní památky Bábske jazierko.

## Rodáci
- Ján Packa (* 1952), bývalý reprezentant ČSSR v házené, trenér
- Alexander Kovács (1950–1989), bývalý slovenský útočník, reprezentant ČSSR, vítěz Slovenského poháru a finalista Československého poháru 1978

## Partnerské obce
- Nagybánhegyes, Maďarsko
- Neuhofen an der Ybbs, Německo
- Pâncota, Rumunsko
- Polgárdi, Maďarsko